# Контрада Катена (Потенца)
Контрада Катена (итал. Contrada Catena) је насеље у Италији у округу Потенца, региону Базиликата.
Према процени из 2011. у насељу је живело 15 становника. Насеље се налази на надморској висини од 467 м.